# Panagiotis Anagnostopoulos

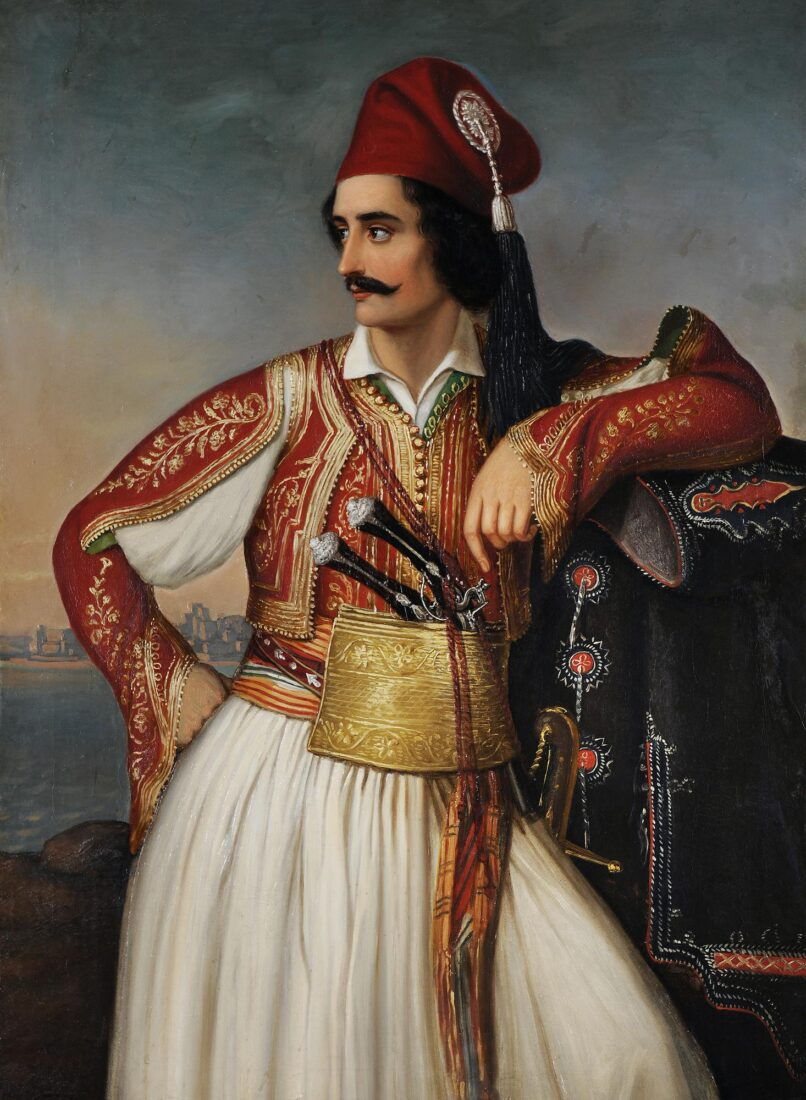
Panagiotis Anagnostopoulos, dargestellt in einem Gemälde von Theodoros Vryzakis.

Panagiotis Anagnostopoulos (griechisch Παναγιώτης Αναγνωστόπουλος; * 1790 oder 1794 in Andritsena, Elis; † 1854 in Athen) war ein griechischer Kaufmann, Freiheitskämpfer und zentrales Mitglied der Filiki Eteria.
Anagnostopoulos zeichnete sich insbesondere durch zahlreiche Initiationen einflussreicher und wohlhabender Unterstützer in die Geheimgesellschaft aus. Später nahm er aktiv an mehreren Schlachten der Griechischen Revolution teil und bekleidete nach der Unabhängigkeit verschiedene administrative und politische Ämter.

## Frühes Leben und Wirken in der Filiki Eteria
Panagiotis Anagnostopoulos wurde 1790 oder 1794 in Andritsaina in Elis als Sohn von Anagnostis Mylonas und Maria Christaki in einer armen Familie geboren.
Seine erste schulische Ausbildung erhielt er entweder in seiner Heimatstadt oder laut anderen Quellen erst nach dem Umzug der Familie 1808 nach Smyrna, den die Familie aufgrund der schwierigen finanziellen Lage veranlasste. Anschließend besuchte er eine Schule in Konstantinopel. Danach ging er nach Odessa, wo er als kaufmännischer Angestellter (Grammatikos) im Unternehmen von Tripolit oder Athanasios Sekeris arbeitete. In Odessa traf er 1816 auf Nikolaos Skoufas, der ihn in die Filiki Eteria einweihte. Anagnostopoulos übernahm bei der Verbreitung ihrer Ideen rasch eine führende Rolle in der Gesellschaft. Er galt in einigen Quellen als viertes Gründungsmitglied der Filiki Eteria neben Xanthos, Skoufas und Tsakalof, was jedoch von der modernen Forschung nicht unbedingt bestätigt wird.
In den ersten Jahren der Entwicklung der Gesellschaft (1814–1818) blieb P. Anagnostopoulos in ständigem Kontakt mit N. Skoufas und setzte sich für die revolutionäre Vorbereitung in der Region Odessa und den Donaufürstentümern (ab 1819) ein. Dort fuhr Anagnostopoulos mit der Gründung des ersten „Ephorats“ der Filiki Eteria im Gebiet von Galatsi fort. Zu den Aufgaben eines Ephorats gehörten die Registrierung der Mitglieder, das Einsammeln finanzieller Hilfen sowie die Überwachung der Mitglieder und ihres Verhaltens. Aufgrund des zunehmenden Mitgliederzustroms wurden in Kürze auch in anderen Regionen Ephorate gegründet. Ioannis Filimon nennt in seinem Werk Essay über die Philiki Eteria (Δοκίμιον Ιστορικόν περί της Φιλικής Εταιρείας) Anagnostopoulos als Inspirator dieser Institution.

Flagge der Filiki Eteria

Innerhalb der Hierarchie der Filiki Eteria stieg er rasch auf und wurde als achter von sechzehn Mitgliedern in das Leitungsgremium (Αρχή) aufgenommen. Im selben Jahr initiierte er auch Anthimos Gazis in die Filiki Eteria. Als Georgakis Olympios 1817 auf der Durchreise durch Iași nach Odessa kam, traf er dort Georgios Leventis, der bereits Mitglied war. Im selben Jahr besuchten die Partisanenführer Elias Chrysospathis, Anagnostis Anagnostaras und Panagiotis Dimitropoulos Odessa; sie wurden am 25. Oktober in die Gesellschaft aufgenommen – Chrysospathis von Skoufas, die anderen beiden von Anagnostopoulos.
Anlässlich der Gründung eines Ephorats in der Stadt Iași kam es zu Spannungen im Verhältnis zwischen Panagiotis Anagnostopoulos und Theodoros Negris. Zur Milderung der Differenzen wurde Letzterem die Errichtung einer „Zentralschule“ auf der Peloponnes übertragen. Auch mit Konstantinos Pentedekas kam es zu Reibereien. In einem Brief an Emmanuel Xanthos äußerte sich Anagnostopoulos abfällig über die sogenannten Philisten und verwendete dabei scharfe Charakterisierungen. Anzumerken ist, dass er unter anderem die Pseudonyme P. Athanasiadis und Athanasios Ioannou verwendete.
Im April 1818 reiste Anagnostopoulos zusammen mit Nikolaos Skoufas und Andreas Louriotis im Zuge der Verlegung des Hauptquartiers der Filiki Eteria nach Konstantinopel, wo er Emmanouil Xanthos traf. Nach dem Tod von Skoufas im Juli desselben Jahres wurde Anagnostopoulos in den engen Führungskreis aufgenommen und übernahm – wie andere sogenannte „Apostel“ – die Aufgabe, verschiedene „Regionen des Hellenismus“ zu bereisen, um weitere Mitglieder zu rekrutieren. In dieser Zeit kam es wiederholt zu internen Spannungen unter den führenden Mitgliedern, insbesondere zwischen Anagnostopoulos und Xanthos.
Als aktives Mitglied der Filiki Eteria initiierte Anagnostopoulos zahlreiche bedeutende Persönlichkeiten und war an Aktionen in Odessa, der Walachei und Italien beteiligt. In Italien trat er in Kontakt mit dem sogenannten „Kreis von Pisa“ (Κύκλος τής Πίζας), einer Gruppe um den Metropoliten Ignatios Oungrovlachias. Gemeinsam mit Nikolaos Tsakalof nahm er Ignatios sowie Alexandros Mavrokordatos in die Gesellschaft auf. Später kam es jedoch zu Spannungen zwischen Anagnostopoulos, Tsakalof und Papaflessas.
Er war zudem maßgeblich daran beteiligt, wohlhabende Förderer wie Panagiotis Sekeris und Asimakis Krokidas für die Filiki Eteria zu gewinnen, die den bevorstehenden Aufstand finanziell unterstützten. Sein Beitrag zur Ausbreitung der Gesellschaft und zur Vorbereitung der Griechischen Revolution gilt als wesentlich.

## Beteiligung an der Griechischen Revolution

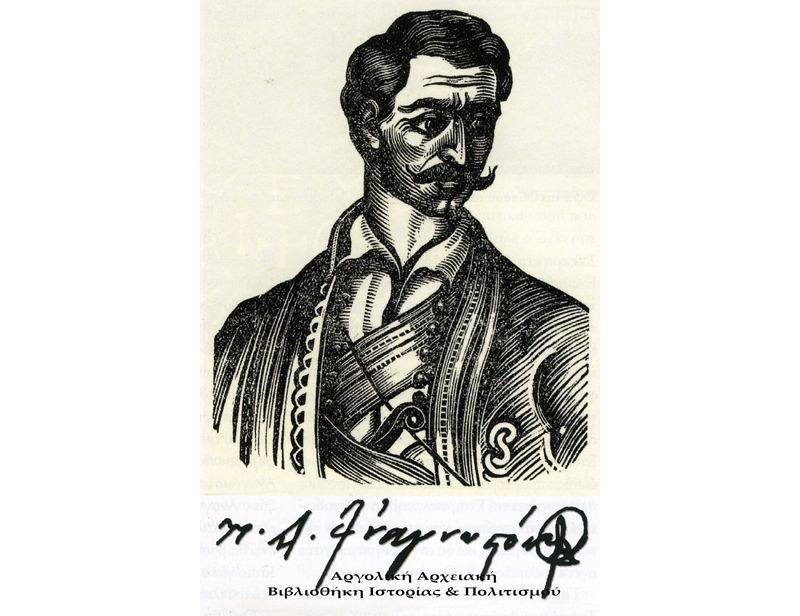
Panagiotis Anagnostopoulos abgebildet auf einer Lithographie

Mit Beginn der Revolution schloss sich Anagnostopoulos, obwohl er mit Alexandros Mavrokordatos befreundet war, Dimitrios Ypsilantis an. Gemeinsam zogen sie, beide mit gefälschten Dokumenten ausgestattet, auf den Peloponnes.
Anagnostopoulos kämpfte an der Seite von Theodoros Kolokotronis und Anagnostis Anagnostaras. An den Verhandlungen zur Einnahme von Tripolitsa war er ebenfalls beteiligt. Zudem nahm er an Kämpfen mit Dimitrios Ypsilantis und Nikitaras in Nafplio, am Akrokorinth und in Mittelgriechenland (Sterea Ellada) teil.
Während des Unabhängigkeitskrieges war er sowohl an militärischen Auseinandersetzungen beteiligt als auch mit organisatorischen Aufgaben betraut. In der Regierungszeit von Ioannis Kapodistrias unterstützte er dessen Politik und amtierte von 1829 bis 1831 als Präfekt von Elis.
In der Dritten Nationalversammlung sprach er sich gegen die Resolution zum Schutz Englands aus. Nach der Gründung des griechischen Staates übernahm Anagnostopoulos während der Amtszeiten von Kapodistrias und König Otto verschiedene Verwaltungsfunktionen. 1837 wurde er Mitglied der Philekpaideftiki Etaireia (Gesellschaft zur Förderung der Bildung).
Von September 1831 bis März 1832 diente er als Kommissar von Sparta, danach für kurze Zeit als Kommissar der Ägäischen Inseln und Sporaden. Während der Regierungszeit Ottos bekleidete er mehrere Verwaltungsämter, insbesondere auf der Peloponnes, und wurde 1843 in den Staatsrat berufen.
Anagnostopoulos starb 1854 in Athen an der Cholera, die sich infolge der britisch-französischen Seeblockade von Piräus während des Krimkrieges ausgebreitet hatte.

## Rezeption

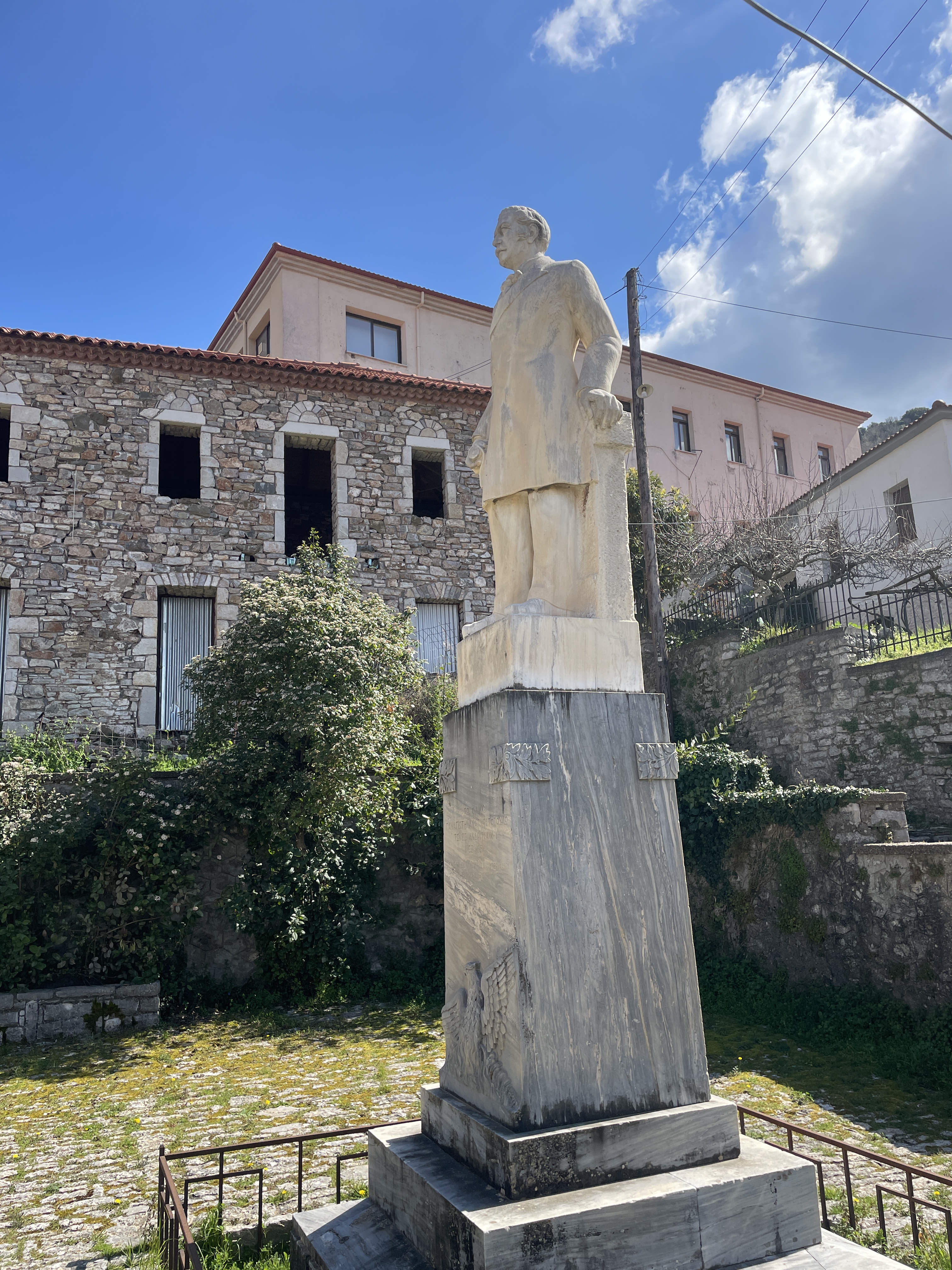
Statue von Panagiotis Anagnostopoulos in Andritsaina.

Nach der Befreiung Griechenlands wurde die Frage aufgeworfen, ob Panagiotis Anagnostopoulos nicht zu den eigentlichen Gründern der Filiki Eteria zählte. Neuere Forschungen stützen diese These, auch wenn seine führende Rolle weniger bekannt ist als die von Emmanouil Xanthos, der der Gesellschaft später beitrat. Aussagen von Anagnostopoulos selbst, Berichte von Ioannis Filimon sowie eine Veröffentlichung der Historisch-Ethnologischen Gesellschaft Griechenlands verweisen auf seine zentrale Rolle bei der Gründung.
Unabhängig vom genauen Zeitpunkt seiner Aufnahme in die Gesellschaft gilt sein Beitrag zum griechischen Unabhängigkeitskampf als wesentlich. „Er kämpfte zeitlebens konsequent für das Vaterland, geleitet von der Überzeugung, dass der nationale Befreiungskampf niemals unterbrochen werden dürfe.“
In der Akademie von Athen werden mehrere Gegenstände aufbewahrt, die mit Anagnostopoulos in Verbindung stehen.